# Beriev Be-42
Cette page contient des caractères spéciaux ou non latins. S’ils s’affichent mal (▯, ?, etc.), consultez la page d’aide Unicode.
Le Beriev Be-42 / A-40 Albatros (en russe : « Бе-42 / А-40 Альбатрос ») était le prototype d’un avion amphibie lourd qui n’a jamais atteint le stade de la fabrication en série. 

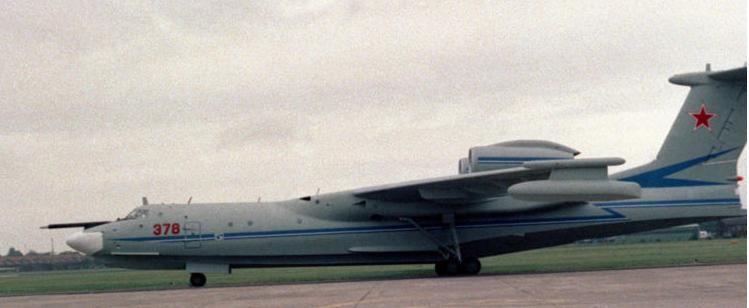
Le Beriev Be-42

## Historique
Après une longue période intermédiaire, le bureau d’études (OKB) Beriev développa dans les années 1980 sous la direction de A. K. Konstantinov le véhicule amphibie A-40. 
Il s’agissait d’un hydravion lourd à coque et à moteurs à réaction. Sa voilure en flèche avait une grande envergure. Les deux moteurs à double flux Soloviev D-36KPV étaient fixés au fuselage par des mâts réacteurs immédiatement à l’arrière du bord de fuite des ailes. Deux autres réacteurs d’appoint pour le décollage (des RD-60 / R-60K) étaient disposés dans le prolongement des nacelles du train d’atterrissage fixées à la voilure.  
En décembre 1986, l'A-40 décolla d’une base à terre pour son premier vol, le premier décollage à partir d’un plan d’eau eut lieu en novembre 1987. À l’été 1988, la presse occidentale parla de l’appareil et le dénomma Taganrog Tag-D en l’absence de confirmation officielle. Il reçut plus tard le nom de code OTAN Mermaid (sirène). 
Ce n’est que le 20 août 1989 que le secret fut dévoilé lors d’un meeting aérien à Touchino près de Moscou. À la grande surprise du public, on y vit évoluer le prototype A-40 en cours de mise au point.
L’A-40 fut ensuite présenté sous la désignation Be-42 lors du salon aéronautique du Bourget de 1991, puis à Singapour en 1992. 
Malgré ces performances imposantes et bien que diverses versions civiles et militaires fussent développées, l’avion ne dépassa pas le stade de prototype. Il fut le précurseur du Beriev Be-200, plus petit.

## Les différentes versions développées
- Be-40P – version transport de passagers (105 sièges)
- Be-40P – version mixte transport de fret et de passagers (37 à 70 sièges plus fret)
- Be-42 - SAR - version tout temps destinée à recueillir jusqu’à 54 personnes (naufragés), équipée d’un important matériel de sauvetage et de navigation.
- Version de lutte anti-sous-marine (ASW) destinée à remplacer les Iliouchine Il-38 Code OTAN "May", équipée de divers armements modernes pour la lutte anti-surface et anti-sous-marine.

## Fiche technique
- Distance de décollage : 1 000 m (sur piste) / 2 000 m (sur plan d’eau)
- Longueur nécessaire à l’atterrissage/amerrissage : 700 m (sur piste) / 900 m (sur plan d’eau)